# Scooby-Doo! Camp Scare
Scooby-Doo! Camp Scare, (conocida en el doblaje hispanoamericano como Scooby-Doo!: Un verano espeluznante, y editada en diversas portadas de DVD como Scooby-Doo!: Terror en el campamento), es la decimoquinta película animada basada en la famosa serie animada de televisión de Hanna-Barbera Productions Scooby-Doo. Fue producida en el año 2010 por Warner Bros. Animation y lanzada al mercado directamente para vídeo el 14 de septiembre del mismo año, siete meses después del lanzamiento de la película anterior. El filme debutó en televisión abierta a través de la señal estadounidense de Cartoon Network el 15 de enero de 2011, mientras que en América Latina el estreno se llevó a cabo el 21 de marzo de 2014 por Cartoon Network Latinoamérica.
El largometraje está ambientado en el mismo estilo oscuro y tenebroso de la serie Scooby-Doo! Misterios S.A. y conserva muchos de sus elementos, principalmente el carácter intenso de las escenas y la interacción entre los personajes, probablemente debido a que fue escrita por dos de los guionistas de la ya mencionada serie, Jed Elinoff y Scott Thomas.

## Sinopsis
(Resumen extraído de las promociones usadas en el lanzamiento del DVD):
Scooby-Doo y sus amigos se encuentran en un campamento de verano en el que cada vez que alguien cuenta una historia de miedo, la criatura de la que se habla ¡cobra vida! 
Bienvenidos al Campamento del Pequeño Alce, un lugar donde los coordinadores son amistosos, las actividades son infinitas y las leyendas urbanas son muy intensas. ¡De hecho, cada vez que alguien cuenta un cuento de fantasmas, una espeluznante criatura recobra vida! Pero la pandilla de Misterio a La Orden no se asusta tan fácilmente. Reúnanse alrededor de la fogata para asar algunos chicos malos. Scooby-Doo, Shaggy, Freddy, Daphne y Vilma tratan de obtener pistas para resolver los misterios del Hombre del Bosque, el Hombre Pez y el Espectro del Cañón de las Sombras. Y, por supuesto, ¡Shaggy y Scooby-Doo siguen muy de cerca el caso Qué hay para cenar! Encuentra la diversión del verano con la pandilla de Misterio a La Orden en esta divertidísima película que le dará un nuevo sentido al espíritu de campamento.

## Argumento
La película abre con una escena nocturna en el campamento del pequeño Alce. El consejero Burt les cuenta a un grupo de campistas adolescentes una vieja leyenda: la del hombre del bosque, un malvado consejero que cayó de una montaña y a quien los golpes recibidos volvieron loco. Luego de que los campistas fueran a sus cabañas, Darril (un compañero de Burt que le había ayudado a jugarle una broma a los campistas) empieza a oír extraños y fuertes ruidos. Cuando va a investigar, se encuentra cara a cara con la aterradora figura del hombre del bosque, que aparentemente ha cobrado vida, y que les ordena "¡Váyanse!", mientras agita su hacha y causa que un montón de edificios cercanos exploten en llamas.
Los adolescentes Fred Jones, Shaggy Rogers, Vilma Dinkley y Daphne Blake, acompañados de su inseparable gran danés Scooby-Doo se preparan para ir como consejeros a conocer el viejo campamento de verano al que Freddy asistió cuando era niño. Luego de comprar víveres y hacer un largo viaje a bordo de la Máquina del Misterio, los chicos llegan al Campamento del Pequeño Alce, solo para encontrar que está vacío y que los campistas han huido aterrorizados. El consejero Burt los recibe y el guardabosques Knudsen les explica que el campamento se ha cancelado debido a la aparición del Hombre del Bosque. Pese a esto, Fred desea continuar con el campamento y ser consejero. Burt está a punto de abandonar la idea cuando llegan tres nuevos campistas: Trudy, Luke y Deacon. Fred convence a Burt de mantener abierto el campamento para que él y los demás puedan divertirse, y comienza a organizar todas las actividades, entusiasmado por enseñarle a los chicos todo lo que sabe de acampar.
Mientras Daphne le da clases a Deacon, Fred a Luke (que aprende muy rápido) y Vilma a Trudy (que no está interesada en nada) Shaggy y Scooby preparan la cena: un guisado de chiles picantes. Por la noche, Scooby ve al Hombre del Bosque, pero Shaggy no le toma en serio. Al día siguiente, Fred despierta a todos para decirles que pasarían el día bañándose en el lago del campamento, pero al final todos deciden ir al lago del Gran Alce en el campamento rival, que es más lujoso y moderno, pese a que Fred, para evitar que fueran, les contó la leyenda de un campista que pasó tanto tiempo en ese lago que se convirtió en Hombre Pez.
Todos pasan un día genial en el lago pescando, haciendo canotaje y bañándose. Antes de entrar a nadar, Trudy le cuenta a Vilma que no le emociona mucho el campamento, ya que sus padres la mandaron porque decían que pasaba mucho tiempo frente a la computadora. Shaggy y Scooby entran a bucear y se encuentran con el Hombre Pez que los ataca. Los chicos logran escapar y le cuentan a Burt y al egocéntrico guardabosques Knudsen, quien está enamorado de Vilma, que la segunda leyenda del campamento se ha hecho realidad. Scooby les comenta que mientras buzeaba descubrió un edificio bajo el agua. Todos están muy asustados, pero Fred les convence de quedarse y resolver el enigma.
Esa noche, Jessica, la "hermosa consejera del Campamento del Gran Alce" (que a Freddy le parece atractiva) aparece para preguntarle a los chicos si les estaban jugando una broma, porque a los de su campamento les habían robado parte de su equipo. Pronto son atacados por el Hombre del Bosque, el cual luego de perseguirlos y casi matar a Trudy, escapa, dejando parte del campamento del Pequeño Alce en ruinas, junto con otra advertencia de "¡Váyanse!".
Todos se trasladan al Campamento del Gran Alce, que tiene caballos, laboratorios de cómputo y otras comodidades. Jessica les cuenta que también fue robado equipo del Centro Marino y una camioneta. Vilma la rastrea usando su sistema GPS y descubren que está en el Cañón de la Sombra, encantado por el espectro de un excursionista. Fred sugiere que se separen para buscar pistas: él va con Jessica, Daphne y Luke al lago a investigar el edificio del que Scooby habló, y Trudy, Burt, Scooby, Vilma, Shaggy y Deacon van al Cañón. Luego de ser perseguidos por el Hombre Pez y de que Daphne salvara a Freddy, el grupo descubre una ciudad entera oculta bajo el agua, junto con mucha dinamita en una cueva. Shaggy y Scooby van al restaurante del Campamento del Gran Alce, pero son corridos de él por ser del campamento rival, hasta que llegan con Vilma y los demás y hallan la camioneta robada. También encuentran el equipo del Centro Marino en el cañón, y descubren que el equipo de sonar está siendo usado para revisar el lago. Antes de poder detenerse a pensar quién necesitaría el equipo para tal fin, son atacados por el espectro y deben escapar.
Todos se reúnen de nuevo en el Campamento del Pequeño Alce para contar lo que han encontrado. Deacon les dice que ya está harto, que alguien no los quiere allí y que él se va al Campamento del Gran Alce, y que si quieren quedarse están locos. Buscando saber más sobre el pueblo sumergido, los chicos le preguntan al dueño de la tienda local en la cual se detuvieron a comprar víveres cuando venían al campamento. Él les cuenta que antes, en el lugar donde ahora está el lago, había un viejo pueblo minero llamado "Riachuelo del Alce", pero la gente fue obligada a irse de allí para que el pueblo fuera desmontado y se creara el lago. Antes que eso pasara, un importante gánster llamado Ricky La Rue realizó un gran atraco y escondió su botín en algún lugar del pueblo, y este se perdió cuando se inundó el lugar para construir el lago. Antes de morir, La Rue le dijo a su compañero de celda, Cara de Bebé Boretti, que el lugar donde está el tesoro será revelado cuando el solsticio de verano ilumine el campanario del pueblo. Deduciendo, los chicos llegan a la conclusión de que los monstruos quizá están espantando a todo el mundo para poder volar la presa con la dinamita, y encontrar el tesoro, que está justo debajo del campamento. Cara de Bebé Boretti, que acababa de escapar de prisión, debía estar manejando los monstruos y seguro volaría la presa al amanecer, que estaba a punto de llegar. Los chicos se apresuran a volver, solo para descubrir que el Hombre del Bosque ha destruido el campamento del Pequeño Alce. Pero Burt, Luke y Trudy están a salvo, ya que el Hombre del Bosque no los encontró. Es entonces cuando Fred se da cuenta de que el verdadero espíritu de campamento está dentro del corazón, dentro de todos los que lo habitan, y así todos se animan. Pero luego se percatan de que si el Hombre del Bosque no encontró a nadie, es libre para volar la presa en cualquier momento. La presa explota, y todos huyen a la Máquina del Misterio, escapando por poco gracias a las increíbles maniobras de conducción de Scooby. Al alejarse, ven al Campamento del Pequeño Alce desaparecer bajo la inundación, para ser reemplazado por el viejo pueblo "Riachuelo del Alce".
Los chicos van a explorar el pueblo y hallan el campanario. Después se encuentran con Jessica, que les dice que luego del estallido de la presa, ella vio a Deacon dirigirse a ese lugar y lo siguió. Antes de que ninguno de ellos pudiera pensar por qué Deacon iría allí, son atacados por el Hombre del Bosque, quien va tras Fred, Jessica y Luke. Deacon aparece para ayudarlos, pero encierra a Shaggy y Scooby en la cárcel del pueblo, y luego les revela a todos que él no es en realidad el niño asustadizo que todos creían. Él no es Deacon, si no... ¡Cara de Bebé Boretti! que anda en busca de su tesoro.
Luego de una intensa lucha y persecución, Freddy salva a Jessica y logran vencer al Hombre del Bosque, pero este desaparece nuevamente. Mientras tanto, Shaggy, desesperado por salir, dobla y tuerce los barrotes de la celda con sus manos y él y Scooby van a reunirse con los demás, justo cuando el sol del amanecer ilumina el campanario del pueblo, indicando el lugar donde se encuentra el tesoro. Cuando por fin sacan el tesoro, el Hombre Pez aparece y los persigue. Finalmente, los chicos logran derribarlo, y llega la hora de saber quién es. Al quitarle la máscara, se encuentran con el Hombre del Bosque, y bajo su piel está... ¡el guardabosques Knudsen!. 
Vilma explica que Knudsen y Cara de Bebé Boretti se juntaron para buscar el tesoro. Knudsen usó el disfraz de Hombre Pez para buscar en el lago con ayuda del equipo robado, y se disfrazó de Hombre del Bosque para asustar a todos, volar la presa y encontrarlo. Cuando los chicos de Misterio a la Orden encontraron su camioneta, idearon lo del Espectro para tratar de asustarlos de una vez por todas. Jessica, que había estado coqueteando con Fred todo el tiempo, trata de agradecerle una vez más, pero, por primera vez, Fred la rechaza, diciendo que una relación entre dos consejeros de campamentos rivales no funcionaría. Vilma rechaza los cumplidos del guardia Knudsen por última vez, antes de que este sea llevado por la policía.
Al final, Scooby sugiere unir los dos campamentos (uno con el lago y otro con el espacio de acampar) formando así el nuevo y mejorado Campamento del Pequeño Gran Alce. Con Fred, Daphne, Vilma y Shaggy quedándose como consejeros por el resto del verano, el campamento pronto se llena de alegres vacacionistas, quienes cada noche, se reúnen alrededor de una fogata para escuchar una historia que cuentan los consejeros Burt y Jessica: la famosa historia del guardabosques Knudsen, un hombre que enloqueció buscando su tesoro. En ese momento, cuando se menciona su nombre, aparece el guardabosques con un aspecto terrorífico. Pero no es otro que Scooby-Doo, jugándole una broma a sus amigos.
Después de los créditos, arriba de un árbol aparece el espectro, revelando que este era un monstruo real.

## Reparto
| Personaje                                           | Actor original ( Estados Unidos) | Actor de doblaje ( México) |
| --------------------------------------------------- | -------------------------------- | -------------------------- |
| Fred Jones                                          | Frank Welker                     | Luis Alfonso Padilla       |
| Daphne Blake                                        | Grey DeLisle                     | Yolanda Vidal              |
| Vilma Dinkley                                       | Mindy Cohn                       | Irene Jiménez              |
| Shaggy Rogers                                       | Matthew Lillard                  | Arturo Mercado Chacón      |
| Scooby-Doo                                          | Frank Welker                     | Antonio Gálvez             |
| Consejero Burt                                      | Stephen Root                     | Alejandro Villeli          |
| Darryl                                              | Phil LaMarr                      | Leonardo García            |
| Guardabosques Knudsen                               | Dee Bradley Baker                | Gerardo Alonso             |
| Espectro del cañón / Hombre Pez / Hombre del bosque | Dee Bradley Baker                | ND                         |
| Dueño de la Tienda                                  | Mark Hamill                      | Esteban Siller             |
| Deacon                                              | Mark Hamill                      | ¿?                         |
| Luke                                                | Scott Menville                   | ¿?                         |
| Trudy                                               | Tara Strong                      | Jahel Morga                |
| Jessica                                             | Lauren Tom                       | Mildred Barrera            |
| Insertos, presentación y traducción verbal          | N/D                              | Antonio Gálvez             |
| Estudio de doblaje                                  | Warner Bros. Studios             | Sensaciones Sónicas        |
| Dirección de doblaje                                | Andrea Romano                    | Antonio Gálvez             |

## Recepción
La película vendió 53.389 copias en su primera semana y, para diciembre de 2010, alcanzó las 140000 unidades vendidas.
Es considerada por la crítica como una de las mejores películas de Scooby-Doo en mucho tiempo, apreciada por regresar a la fórmula original de la serie clásica, y presentar un emocionante misterio y muchas secuencias de acción durante el desarrollo de la trama.
Sin embargo, dichas secuencias de acción, sumadas a la espantosa aparición de los monstruos, su amenazante actitud, y la violencia que estos usan han generado diversas críticas. Las caídas de precipicios, explosiones y armas de fuego son alguno de los aspectos que podría asustar o impresionar a niños menores de 8 años. Hay, en la película, una escena en la cual Daphne y Vilma coquetean con Fred y Shaggy respectivamente, modelando frente a ellos en sus Bikinis en el lago del campamento del Gran Alce, mientras ellos las miran intensamente. Además, Fred queda extasiado con la figura y exuberante belleza de la joven consejera Jessica, que parece competir con Daphne por sus afectos. En el sitio web de evaluación de contenidos televisivos Common Sense Media, el 83% de padres dijo que la película es demasiado violenta y aterradora, mientras que el 67% de padres agregó que el filme posee contenido sexual, considerado inapropiado para ciertas edades.
En conclusión, las únicas críticas que ha recibido esta película provienen mayormente de padres que no la recomiendan para niños pequeños.

## Datos sobre la película

### Influencia de otras series
- Esta película es un homenaje a la saga de filmes de terror Viernes 13.
- “Cara de Bebé” Boretti es una discreta parodia de Baby Face (Cara de Bebé, en español), uno de los más típicos villanos de Batman, el héroe de DC Comics.
- Esta producción vio el regreso de la actriz estadounidense Tara Strong (voz principal de Timmy Turner en Los Padrinos Mágicos), quien no había participado en ninguna de las películas de Scooby-Doo desde 1998, cuando interpretó a Lina en Scooby-Doo y la isla de los zombies. Strong, sin embargo, había interpretado roles secundarios en algunos episodios de la serie ¿Qué hay de nuevo Scooby-Doo?. Como dato curioso, el personaje de Trudy guarda mucho parecido con Raven de la serie Los jóvenes titanes. Raven es otro personaje interpretado por Strong, y se parece a Trudy en apariencia, voz y personalidad.
- Matthew Lillard, la actual voz de Shaggy, interpretó a uno de los antagonistas principales en el primer film de la franquicia Scream. Esta es la segunda vez que Lillard interpreta a Shaggy en una película animada de Scooby-Doo, debido a que su actor original, el estadounidense Casey Kasem dejó de interpretar a su personaje en el año 2009.
- El Hombre del Bosque de esta película es similar al asesino con un gancho, villano principal de Sé lo que hicieron el verano pasado. En México, la dirección de doblaje de dicha película fue dirigida coincidentemente por Arturo Mercado, la voz original de Shaggy en español.

### Producción y especiales deDVD
- Esta es la tercera vez en que Warner Bros. lanza dos películas de Scooby el mismo año, ya que Scooby-Doo! Un Verano Espeluznante fue lanzado siete meses después de Scooby-Doo! Abracadabra-Doo. Lo mismo sucedió en el año 2003, cuando se lanzaron Scooby-Doo y la leyenda del vampiro y Scooby-Doo y el monstruo de México y en el 2005, cuando salieron al mercado Aloha, Scooby-Doo! y Scooby-Doo y la Maldición de Cleopatra.
- Incluidos en el DVD de la película, se encuentran los siguientes extras especiales:
  - El episodio piloto de la serie de Scooby-Doo en la cual se basa esta película: Scooby-Doo! Mystery Incorporated llamado «Cuidado con la Bestia de Las Alcantarillas» (Beware the Beast From Below), en el cual se nos presenta a la pandilla en su pueblito natal de Cueva Cristal, hogar de numerosos sucesos paranormales, fantasmas y monstruos aterradores. En esta serie, se narran las vidas de los adolescentes a quienes les encanta resolver misterios juntos y los problemas existenciales por los que atraviesan.
  - Una colección llamada Scooby-Doo! Spooky Camp Stories (en español, Scooby-Doo! Historias Campamentiles), tres historias terroríficas contadas por un consejero del campamento. La primera es "El fantasma del Vikingo" (The Viking’s Ghost), seguida por "The Beastly Bunny" y finalmente "El tiburón del espacio exterior" (The Shark From Outer Space). Cada historia dura dos minutos y son relatadas, no a través de animación, si no de fotografías, imágenes, grabaciones de viejos archivos, recreación en vivo y efectos de sonido. Entre los cuentos, son mostrados clips de Shaggy y Scooby.[5] El DVD cuenta con una relación de aspecto de 1.78:1, imagen en pantalla panorámica, formato NTSC[6] y está disponible en español estándar, francés y portugués, con subtítulos.